# Amec Foster Wheeler
Amec Foster Wheeler (ehemals Amec) war ein börsennotiertes britisches Bau- und Anlagenbau-Unternehmen mit Firmensitz in London.

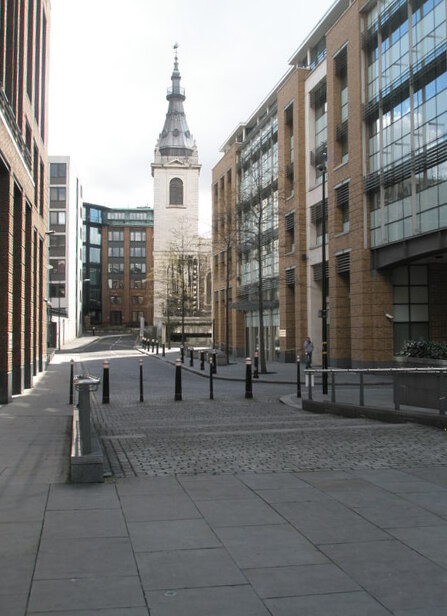
Zentrale Amec Foster Wheeler – Gebäude rechts

## Geschichte

Früheres Logo

Das Unternehmen war sowohl im klassischen Bausektor tätig als auch im Bau von komplexen Anlagen für Erdöl- und Erdgasgewinnung und -veredelung, Energieanlagen und Bergbau. Es war an der Londoner sowie an der New Yorker Börse notiert und war im Aktienindex FTSE 100, später im FTSE 250 gelistet.
AMEC entstand 1982 aus einer Fusion der Fairclough Group (gegründet 1883) und der William Press Group (gegründet 1913). 1988 erwarb AMEC die Matthew Hall Group. Die Unternehmen Ogden Environmental & Energy Services. und AGRA, Inc. wurden 2000 erworben.

Im November 2014 übernahm Amec seinen Schweizer Rivalen Foster Wheeler für 3,13 Mrd. US-Dollar und benannte sich danach in Amec Foster Wheeler um. Im März 2017 gab die schottische Wood Group Pläne zur Übernahme von Amec Foster Wheeler bekannt. Die Übernahme wurde im Oktober 2017 abgeschlossen; das Unternehmen ist seither in die Wood-Gruppe integriert.